# Тайнан, Сесили
Сеси́ли Та́йнан (англ. Cecily Tynan; 19 марта 1969, Ньютаун, Коннектикут, США) — американская журналистка и телеведущая.

## Биография
Сесили Тайнан родилась 19 марта 1969 года в Ньютауне (штат Коннектикут, США). В 1991 году Сесили с отличием окончила Университет Вашингтона и Ли, получив степень в области журналистики и политики.
Работает телерепортером на «WPVI-TV» с 1995 года. Она вела шоу «Primetime Weekend» с Гэри Пэпой вплоть до его смерти 19 июня 2009 года.
Первый брак Сесили со школьным учителем Майклом Бейджером окончился разводом.
В настоящее время Сесили замужем во второй раз за Грегом Уотсоном. У супругов родились двое детей — сын Люк Уотсон (род. 20.01.2006) и Эмма Грэйс Уотсон (род. 17.09.2007).